# Omloop van het Houtland 1982
L'Omloop van het Houtland 1982, trentottesima edizione della corsa, si svolse il 30 settembre 1982 su un percorso con partenza e arrivo a Lichtervelde. Fu vinto ex aequo dai belgi Michel Pollentier e Eddy Vanhaerens, entrambi della Safir-Marc.

## Ordine d'arrivo (Top 10)
| Pos. | Corridore                         | Squadra               | Tempo |
| ---- | --------------------------------- | --------------------- | ----- |
| 1    | Michel Pollentier Eddy Vanhaerens | Safir-Marc            |       |
| 3    | Werner Devos                      | Boule d'Or-Colnago    |       |
| 4    | Alain Desaever                    | Boule d'Or-Colnago    |       |
| 5    | Marc Van Geel                     | Safir-Marc            |       |
| 6    | Paul Haghedooren                  | Capri Sonne           |       |
| 7    | Didier Vanoverschelde             | La Redoute-Motobecane |       |
| 8    | Raoul Bruyndonckx                 | Safir-Marc            |       |
| 9    | Alain De Roo                      | Boule d'Or-Colnago    |       |
| 10   | Paul Sherwen                      | La Redoute-Motobecane |       |